# Renate Düttmann-Braun

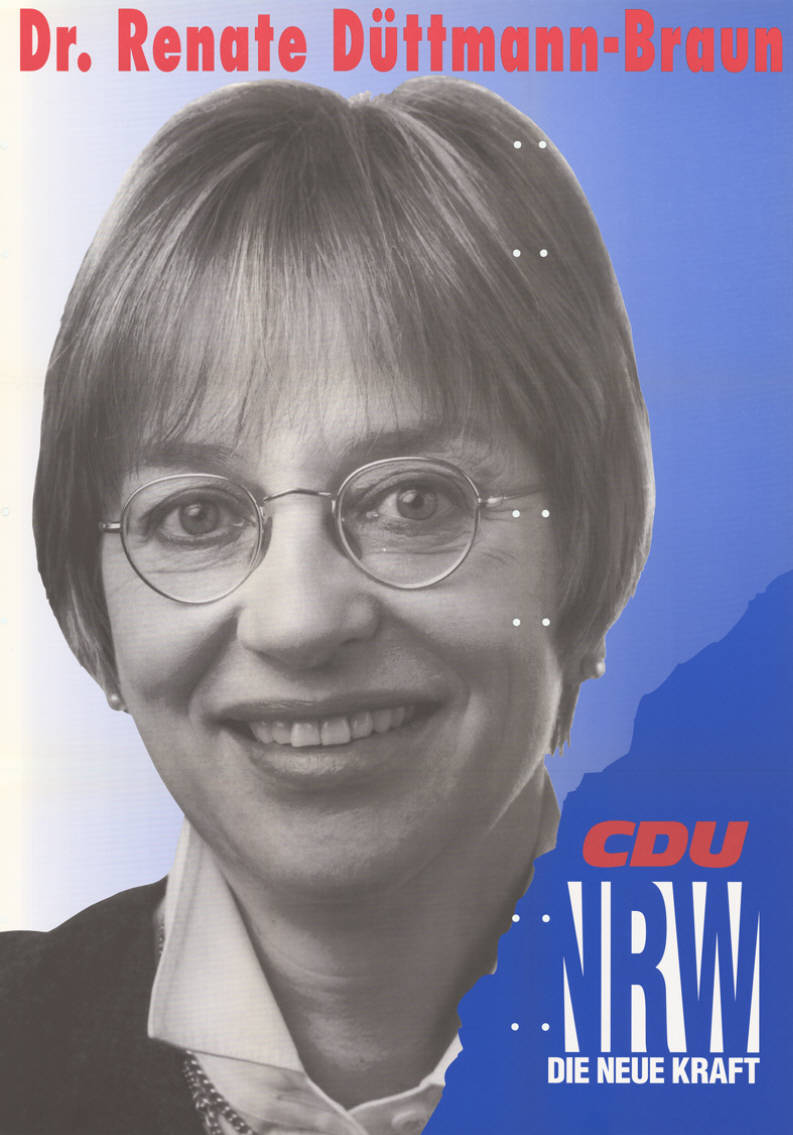
Kandidatenplakat zur Landtagswahl in Nordrhein-Westfalen 1995

Renate Düttmann-Braun (* 24. Juli 1944 in Münster) ist eine deutsche Politikerin der CDU.

## Ausbildung und Beruf
Renate Düttmann-Braun erlangte 1964 das Abitur. Sie absolvierte ein Studium der Volkswirtschaftslehre 1964 und von 1966 bis 1968 an der Westfälischen Wilhelms-Universität in Münster sowie von 1964 bis 1966 an der Ludwig-Maximilians-Universität München. Im Oktober 1968 erhielt sie ihre Urkunde zur Diplom-Volkswirtin. Im November 1975 promovierte sie zur Dr. rer. pol.
Ab Dezember 1968 bis März 1972 war sie wissenschaftliche Referentin des Rheinisch-Westfälischen-Institutes für Wirtschaftsforschung in Essen. Seit April 1972 ist sie an verschiedenen Instituten an der Universität Münster beschäftigt. Hier wurde sie im August 1976 Akademische Rätin.

## Politik
Renate Düttmann-Braun ist seit 1979 Mitglied der CDU. Sie ist seit 1995 Mitglied des Vorstandes des CDU-Kreisverbandes Münster. Seit November 1998 ist sie stellvertretende Vorsitzende des CDU-Bezirksverbandes Münsterland. Mitglied des Rates der Stadt Münster war Düttmann-Braun von 1989 bis 1999. Mitglied der Bezirksvertretung Münster-West war sie von 1984 bis 1989.
Renate Düttmann-Braun war von 1995 bis 2005 direkt gewähltes Mitglied des 12. und 13. Landtags von Nordrhein-Westfalen.